# Frédéric-Louis Allamand
Frédéric-Louis Allamand (5 de febrer de 1736, Payerne, Vaud – després de 1803) va ser un botànic suís. Es traslladà a Leiden, Holanda el 1749 per viure amb el seu oncle, Jean-Nicolas-Sébastien Allamand (1713-1787), que era professor de filosofia i matemàtica a la Universitat de Leiden i era membre de la Royal Society i corresponsal de Benjamin Franklin. Frédéric estudià primerliteratura però canvià a medicina. El 1760 va ser metge de la marina neerlandesa i visità Surinam i la Guaiana. Va passafr a ser metge de la cort del tsar. El 1793 tornà a la Universitat de Leiden.
Va ser corresponsal de Carl von Linné, i va descriure diversos gèneres de plantes. El gènere Allamanda rep el nom en honor seu.
Abreujatura estàndard: F.Allam.